# Glirodon
Glirodon is een geslacht van uitgestorven zoogdieren uit het Laat-Jura. Het was een relatief vroeg lid van de orde Multituberculata, onderorde Plagiaulacida. Deze zoogdieren leefden in Noord-Amerika tijdens het Mesozoïcum, ook wel bekend als het tijdperk van de dinosauriërs.

## Naamgeving
Het geslacht Glirodon is in 1999 benoemd en beschreven door George F. Engelmann en George Callison. De geslachtsnaam verbindt een verwijzing naar de gliriforme tanden (glires betekent 'knaagdier') met een Grieks odoon, 'tand'. De soortaanduiding betekent 'de grote' in het Latijn, een verwijzing naar de de relatief grote lichaamsomvang in vergelijking met andere zoogdieren uit de Jura.
De typesoort Glirodon grandis, ook benoemd en beschreven door Engelmann en Callison, is in de jaren tachtig gevonden in de formaties van het Dinosaur National Monument uit het Laat-Jura van Utah (Verenigde Staten).
Het holotype is DINO 10822, een deel van de snuit. Toegewezen is specimen LACM 120453, een schedel gevonden bij Fruita.
Vier verdere kaken zijn toegewezen; de fossielen zijn aanwezig in de stratigrafische zones 4 en 6 van de Morrisonformatie.

## Beschrijving
De schedel is ruwweg drie centimeter lang.
Glirodon had gliriforme snijtanden: snijtanden met het email teruggebracht tot een streep aan de voorkant. Blijkbaar is deze toestand verschillende keren geëvolueerd onder multituberculaten. Het smalle glazuur is zowel op de onderste snijtanden aanwezig als op de tweede bovenste snijtand, een combinatie die uniek is.
Glirodon behoudt de plesiomorfe plagiaulacide tandformule (3, 1, 5, 2 / 1, 0, 4, 2) en deelt met Allodontidae de structuur van de bovenste premolaren (Pl.1 fis 2-4). Het verschilt van de Paulchoffatiidae en Plagiaulacidae doordat het een I3 met één knobbel heeft (Kielan-Jaworowska & Hurum, 2001, p. 401-402). I3 verwijst naar een derde bovenste snijtand en 'plesiomorf' betekent 'basaal'. De bovenste tweede kies heeft een derde rij knobbels aan de lipzijde.

## Fylogenie
Behalve dat het een grote, vroege Amerikaanse multituberculaat is, is de positie van dit beest enigszins onduidelijk. Het is wellicht verwant aan de Allodontidae, de groep bestaande uit Ctenacodon en Psalodon (Kielan-Jaworowska en Hurum, 2001) maar de overeenkomsten zouden symplesiomorfieën kunnen zijn.